# 続柄

続柄の関係図

続柄（つづきがら、英語: relationship）とは、血縁関係あるいは婚姻関係を指す語である。俗に「ぞくがら」と読まれることもある。
血族と姻族、直系と傍系、尊属と卑属の意味や親等については「親族」を参照。
本項目において「親族」とは、民法第725条「親族の範囲」で定める「法定親族」を指す。
なお、曽祖父などの語に使う「曽」は、「曾」という異体字も存在するが、2010年の常用漢字改定で「曽」が正式に採用された（平成22年内閣告示）。

## 一覧
横軸の数字は同世代者の親等、縦軸の数字は直系者の親等でその他の続柄については縦と横の数字を足せばその者の親等となる。民法上の親族となる6親等以内を「*」で、その配偶者も親族（姻族）となる3親等以内を「**」で示す。
呼称は簡潔に示している。別名・別表記・使い分けについては各節を参照。
| ＼   | ＼ | 直系          | 傍系          | 傍系           | 傍系             | 傍系             | 傍系             |
| ＼   | ＼ | 0             | 2             | 4              | 6                | 8                | 10               |
| ---- | -- | ------------- | ------------- | -------------- | ---------------- | ---------------- | ---------------- |
| 尊属 | 9  | 鼻祖父母      | 鼻祖伯叔父母  | 従鼻祖伯叔父母 | 再従鼻祖伯叔父母 | 三従鼻祖伯叔父母 | 四従鼻祖伯叔父母 |
| 尊属 | 8  | 遠祖父母      | 遠祖伯叔父母  | 従遠祖伯叔父母 | 再従遠祖伯叔父母 | 三従遠祖伯叔父母 | 四従遠祖伯叔父母 |
| 尊属 | 7  | 太祖父母      | 太祖伯叔父母  | 従太祖伯叔父母 | 再従太祖伯叔父母 | 三従太祖伯叔父母 | 四従太祖伯叔父母 |
| 尊属 | 6  | 烈祖父母*     | 烈祖伯叔父母  | 従烈祖伯叔父母 | 再従烈祖伯叔父母 | 三従烈祖伯叔父母 | 四従烈祖伯叔父母 |
| 尊属 | 5  | 天祖父母*     | 天祖伯叔父母  | 従天祖伯叔父母 | 再従天祖伯叔父母 | 三従天祖伯叔父母 | 四従天祖伯叔父母 |
| 尊属 | 4  | 高祖父母*     | 高祖伯叔父母* | 従高祖伯叔父母 | 再従高祖伯叔父母 | 三従高祖伯叔父母 | 四従高祖伯叔父母 |
| 尊属 | 3  | 曽祖父母**    | 曽祖伯叔父母* | 従曽祖伯叔父母 | 再従曽祖伯叔父母 | 三従曽祖伯叔父母 | 四従曽祖伯叔父母 |
| 尊属 | 2  | 祖父母**      | 伯叔祖父母*   | 従伯叔祖父母*  | 再従伯叔祖父母   | 三従伯叔祖父母   | 四従伯叔祖父母   |
| 尊属 | 1  | 親/父母**     | 伯叔父母**    | 従伯叔父母*    | 再従伯叔父母     | 三従伯叔父母     | 四従伯叔父母     |
| ―    | 0  | 本人**        | 兄弟姉妹**    | 従兄弟姉妹*    | 再従兄弟姉妹*    | 三従兄弟姉妹     | 四従兄弟姉妹     |
| 卑属 | 1  | 子/息子・娘** | 甥・姪**      | 従甥姪*        | 再従甥姪         | 三従甥姪         | 四従甥姪         |
| 卑属 | 2  | 孫**          | 姪孫*         | 従姪孫*        | 再従姪孫         | 三従姪孫         | 四従姪孫         |
| 卑属 | 3  | 曽孫**        | 曽姪孫*       | 従曽姪孫       | 再従曽姪孫       | 三従曽姪孫       | 四従曽姪孫       |
| 卑属 | 4  | 玄孫*         | 玄姪孫*       | 従玄姪孫       | 再従玄姪孫       | 三従玄姪孫       | 四従玄姪孫       |
| 卑属 | 5  | 来孫*         | 来姪孫        | 従来姪孫       | 再従来姪孫       | 三従来姪孫       | 四従来姪孫       |
| 卑属 | 6  | 昆孫*         | 昆姪孫        | 従昆姪孫       | 再従昆姪孫       | 三従昆姪孫       | 四従昆姪孫       |
| 卑属 | 7  | 仍孫          | 仍姪孫        | 従仍姪孫       | 再従仍姪孫       | 三従仍姪孫       | 四従仍姪孫       |
| 卑属 | 8  | 雲孫          | 雲姪孫        | 従雲姪孫       | 再従雲姪孫       | 三従雲姪孫       | 四従雲姪孫       |
| 卑属 | 9  | 耳孫          | 耳姪孫        | 従耳姪孫       | 再従耳姪孫       | 三従耳姪孫       | 四従耳姪孫       |

なお、この表で親子などの直系関係は基本的に上下だが、傍系尊属については左上‐右下である。たとえば、従兄弟姉妹の親は（従兄弟姉妹の上の従伯叔父母ではなく）左上の伯叔父母である。

## 義理の関係
本人か血族の婚姻や養子縁組によって成立した関係は、義理の関係と呼ばれる。続柄としては同じ呼称を使うことができる。「義〜」（例えば「義父」「義兄」など）と書くこともあるが、読みは実の父母や兄弟姉妹と同じである。

## 直系尊属（先祖）

### 親（父母）
親（おや、parent）、すなわち父母（ふぼ）は男女をそれぞれ父・母（ちち・はは、father / mother）と呼び1親等の直系親族である。
自分の実親の再婚相手、すなわち継父（ままちち）・継母（ままはは）や自分の養親（ようしん。養父・養母）も父・母と呼ぶ場合もある。
配偶者から見ると義親（ぎしん。義父・義母）であり、舅（しゅうと）・姑（しゅうとめ）である。

### 祖父母
祖父母（そふぼ、grandparent）は男女をそれぞれ祖父・祖母（そふ・そぼ、grandfather / grandmother）と呼び、2親等の直系親族である。親の親や、自分の配偶者の親（義親）の親を指す。「おじいさん」「おばあさん」ともいう。年齢的には、高年期と限らず中年期にも祖父・祖母となるのは基本的であること。
配偶者側（姻族）の場合と祖父母の再婚相手や親の養親、親の再婚相手や養父母の父母も本人とは義理の関係にあたる。
配偶者から見ると大舅（おおじゅうと）・大姑（おおじゅうとめ）である。

### 曽祖父母（大祖父母）
曽祖父母（そうそふぼ、great-grandparent）は男女をそれぞれ曽祖父・曽祖母（そうそふ・そうそぼ、great-grandfather / great-grandmother）や大祖父・大祖母（だいそふ・だいそぼ）と呼び、3親等の直系親族である。祖父母の親（親の祖父母）、または自分の配偶者の祖父母の親を指す。「ひい（お）じいさん」「ひい（お）ばあさん」や「大きい（お）じいさん」「大きい（お）ばあさん」などと呼ぶ場合もある。自身からすれば4人ずつであり、区別をつける時には父方（母方）で祖父方（祖母方）の曽祖父母と言う。

### 高祖父母
高祖父母（こうそふぼ、great2-grandparent）は男女をそれぞれ高祖父・高祖母（こうそふ・こうそぼ、great2-grandfather / great2grandmother）と呼び、4親等の直系親族である。曽祖父母の親（祖父母の祖父母、親の曽祖父母）である。「ひいひい（お）じいさん」「ひいひい（お）ばあさん」と呼ぶ場合もある。玄祖父にもあたる。
配偶者側と再婚相手（姻族）の場合は親族に含まれない。

### 高祖父母より上
高祖父母より前の世代の呼称は、現代中国では「天」、「烈」、「太」、「遠」、そして「鼻」までの呼称は存在しているが、いずれも典籍に用例が見当たらない。中華系ライトノベルの世界観設定による根拠のない説と見なされることがある。なお、鄭珍の『親属記』によると、「高祖よりて上り、統べてこれを遠祖と謂い、或いはこれを先君と謂う」高祖父母より上は特定な呼称がなかったと示唆する。「太祖」「鼻祖」の呼称は存在していたが、二つとも直系尊属ではなく、ある所で住み着いた最初の移住民、または初めて爵位を得た人の呼称である。
日本では特に決まっておらず単に「高祖父母の父母」「五世の祖（great3-grandparents）」「5代前」、「高祖父母の祖父母」「六世の祖（great4-grandparents）」「6代前」と呼び、高祖父母の父母は5親等、高祖父母の祖父母は6親等の直系親族にあたり「高祖父母の祖父母」までが親族とされる。高曽祖父にもあたる。

## 直系卑属（子孫）

### 子（息子・娘）
子（こ、child）は男女をそれぞれ息子・娘（むすこ・むすめ、son / daughter）と呼び、本人または配偶者が産んだ1親等の直系親族である。
自分の子と結婚した配偶者も自分から見たら（義理の）子にあたる。また、自分の配偶者の連れ子や自分の養子も子（息子・娘）と呼ぶ場合がある。
子が複数いる場合、息子のことを年上のものから順に長男・二男（次男）・三男・四男〜末男（まつなん）と呼び、娘のことを同様に長女・二女（次女）・三女・四女〜末女（まつじょ）と呼ぶことがある。男女が混じっている場合は第一子・第二子・第三子・第四子〜末子（まっし・ばっし・すえこ・すえっこ）と呼びかける。

### 孫
孫（まご、grandchild）は2親等の直系親族である。自分からしたら子の子。年齢に限らず、自分の娘や息子の妻が産んだ子供である。
自分の孫と結婚した配偶者も本人から見たら（義理の）孫にあたる。また、稀ではあるが自分の配偶者に孫がいたり子の配偶者や養子に子供がいる場合も「孫」と呼ぶ場合がある。
男女それぞれの孫は孫・孫娘（まご・まごむすめ、grandson / granddaughter）と呼ぶ。家督を継ぐ子（嗣子）の子を内孫、家督を継がなかった子の子を外孫という。

### 曽孫（曾孫）
曽孫（そうそん、ひまご、ひこ、ひこまご、ひいまご、great-grandchild）は3親等の直系親族。孫の子、子の孫である。
自分の曽孫と結婚した配偶者も本人から見たら（義理の）曽孫にあたる。また、稀ではあるが自分の配偶者に曽孫がいる場合、自分の子の配偶者の孫、自分の孫の配偶者の子も「曽孫」という場合がある。

### 玄孫
玄孫（げんそん、やしゃご、great2-grandchild）は4親等の直系親族。曽孫の子、孫の孫、子の曽孫である。曾曾孫（ひひまご）とも呼ばれる。本人を1世、息子と娘を2世とすれば5世（4代後）の末裔であり「五世」と呼ばれる場合もある。

### 来孫
来孫（らいそん、great3-grandchild）は5親等の直系親族。玄孫の子、曽孫の孫、孫の曽孫、子の玄孫、孫の孫の子である。耳孫（じそん）ともいう。本人を1世とすれば6世（5代後）の末裔である。
2006年に116歳で死去したアメリカ人女性のエリザベス・ボールデンは、来孫が220人いたという。

### 昆孫
昆孫（こんそん、great4-grandchild）は6親等の直系親族。来孫の子、玄孫の孫、曽孫の曽孫、孫の玄孫、子の来孫、孫の孫の孫である。晜孫（読みは同じ）とも書く。本人を1世とすれば7世（6代後）の末裔である。
2006年に116歳で死去したアメリカ人女性のエリザベス・ボールデンは、昆孫が75人いたという。

### 仍孫
仍孫（じょうそん、great5-grandchild）は直系7親等で昆孫の子、来孫の孫、玄孫の曽孫、曽孫の玄孫、孫の来孫、子の昆孫、孫の孫の孫の子である。礽孫（読みは同じ）とも書く。本人を1世とすれば8世（7代後）の末裔である。意味はつるの子。
なお、存命中に仍孫（それ以降も含む）が誕生した例は確認されていない。

### 雲孫
雲孫（うんそん、つるのこ、great6-grandchild）は直系8親等で仍孫の子、昆孫の孫、来孫の曽孫、玄孫の玄孫、曽孫の来孫、孫の昆孫、子の仍孫、孫の孫の孫の孫である。本人を1世とすれば9世（8代後）の末裔である。意味は雲のように遠い孫。

### 雲孫以下
雲孫よりもあとの世代の呼称は特に決まっておらず単に雲孫の子（耳孫）や雲孫の孫（耳孫の子）と呼び、前者は直系9親等、後者は直系10親等にあたる。

## 傍系尊属
傍系尊属の呼び名には1つの訓に対し、「伯」か「叔」かが異なる2つの漢名がある。たとえば「おじ」に対し「伯父」と「叔父」の2つの漢名がある。
傍系尊属は「『親・祖父母・〜』の『兄弟姉妹・いとこ・〜』」と言い換えることができるが「親・祖父母・〜」に対し年上なら「伯」、年下なら「叔」を使う。ただし傍系尊属の配偶者の場合は、血族であるその配偶者が年上か年下かで判断する。
年齢が不明だったり複数人を総称する場合などは、「伯叔」を使うこともある（たとえば「おじ」を「伯叔父」）。
義理関係で、例えばおじ・おばの場合、義父母（舅・姑、養父母、継父母）の兄弟姉妹は義父・義母を基準に年上であれば「伯」、年下であれば「叔」を使い、おじ・おばの配偶者を除く父母の義兄弟姉妹（祖父母の養子女や再婚相手の連れ子、父母の養親の実子）は父母より年上であれば「伯」、年下であれば「叔」を使う。

### 親と同世代

#### 伯叔父母（おじ・おば）
伯叔父母は男女をそれぞれ伯叔父・伯叔母（おじ・おば、uncle / aunt）と呼び、3親等の傍系親族である。
個別には親の兄姉やその配偶者（親の兄嫁・姉婿）を伯父・伯母（elder（big） uncle / elder（big） aunt）、親の弟妹やその配偶者（親の弟嫁・妹婿）を叔父・叔母（younger（little） uncle / younger（little） aunt）と書く。「おじさん」「おばさん」ともいう。
親の兄弟姉妹、またはその配偶者（おば婿・おじ嫁）、または舅・姑の兄弟姉妹である。また祖父母の養子女、父母の養親の子、祖父母の再婚相手の子も義理の伯叔父母にあたる。

#### 従伯叔父母（いとこおじ・いとこおば）等
親の従兄弟姉妹・再従兄弟姉妹・三従兄弟姉妹・四従兄弟姉妹・〜は同様に、
- 従伯叔父母（いとこおじ・いとこおば）
- 再従伯叔父母（はとこおじ・はとこおば、またいとこおじ・またいとこおば、ふたいとこおじ・ふたいとこおば）
- 三従伯叔父母（みいとこおじ・みいとこおば、そのまたいとこおじ・そのまたいとこおば）
- 四従伯叔父母（よいとこおじ・よいとこおば）

〜
と呼ぶ。

### 祖父母と同世代

#### 伯叔祖父母（大おじ・大おば）
伯叔祖父母は男女をそれぞれ伯叔祖父・伯叔祖母（大おじ・大おば、granduncle / grandaunt）と呼び、4親等の傍系親族である。
個別には、性別と年齢により伯祖父・叔祖父・伯祖母・叔祖母と書き分ける。
単に呼称として使用することは少なく、「おじいさん」「おばあさん」や「おじさん」「おばさん」と言うことが多い。二人称としては年齢的に呼ぶらしい。
従伯叔父母（いとこおじ・いとこおば）の親（再従兄弟姉妹の祖父母、祖父母の兄弟姉妹、親の伯叔父母）、またはその配偶者、または祖父母の小舅・小姑である。

#### 従祖伯叔父母（従伯叔祖父母）（いとこ大おじ・いとこ大おば）等
祖父母の従兄弟姉妹・再従兄弟姉妹・三従兄弟姉妹・四従兄弟姉妹・〜は同様に、
- 従祖伯叔父母（従伯叔祖父母）（いとこおおおじ・いとこおおおば）
- 再従祖伯叔父母（はとこおおおじ・はとこおおおば、またいとこおおおじ・またいとこおおおば、ふたいとこおおおじ・ふたいとこおおおば）
- 三従祖伯叔父母（みいとこおおおじ・みいとこおおおば、そのまたいとこおおおじ・そのまたいとこおおおば）
- 四従祖伯叔父母（よいとこおおおじ・よいとこおおおば）

〜
と呼ぶ。

### 曽祖父母以上と同世代
曽祖父母の兄弟姉妹・従兄弟姉妹・再従兄弟姉妹・〜は、曽祖伯叔父母・従曽祖伯叔父母・再従曽祖伯叔父母・〜（個別には「伯叔父母」の部分を伯父・伯母・叔父・叔母とする）と呼ぶ。「大おじ・大おば」等に相当する和名はない。
高祖父母と同世代の傍系も同様である。
高祖父母より前の世代については特別な呼び方はなく単に五（六、七〜）世の祖の兄弟姉妹、五（六、七〜）世の祖のいとこなどという。
徳川家康は17歳になるまで曽祖父・松平信忠の末弟、利長が生存しており、家康にとって曽祖叔父にあたる。

## 傍系同世代

### 兄弟姉妹
兄弟姉妹は、2親等の傍系親族である。年齢や誕生日と性別によって兄・姉・弟・妹（あに・あね・おとうと・いもうと、elder（big） brother / elder（big） sister, younger（little） brother / younger（little） sister）と呼び分けられる。
通常は同じ父母から生まれた者だが、父か母が異なる場合は「異父兄弟姉妹」（種違い）や「異母兄弟姉妹」（腹違い）（個別には「兄弟姉妹」の部分を「兄・姉・弟・妹」とする）といい、自分の親より年長の場合（父親と前妻の間にできた子が母親より年長など）も稀にある。
兄弟姉妹が複数いる場合、兄のことを年上のものから順に長兄・次兄・三兄・四兄〜末兄と呼び、弟のことを同様に長弟・次弟・三弟・四弟〜末弟と呼ぶことがある。姉妹についても同様に呼ぶことがある。
義兄弟姉妹も兄・姉・弟・妹と呼び、その場合は義兄・義姉・義弟・義妹（ぎけい・ぎし・ぎてい・ぎまい）と書いて「あに・あね・おとうと・いもうと」と呼ぶ場合が多い。
なお、以下のような呼称をする場合もある。
- 親の養子、養父母の実子、親の再婚相手の子である義兄弟姉妹が義兄姉と義弟妹のどちらになるかは年齢による。
- 兄弟姉妹の配偶者と配偶者の兄弟姉妹は義兄・義姉が自分より年下、義弟・義妹が自分より年上であることがありうる。
- 配偶者の兄弟姉妹は兄弟を小舅（こじゅうと）、姉妹を小姑（こじゅうとめ・こじゅうと）とも呼ぶ。

### 従兄弟姉妹（いとこ）
従兄弟姉妹（いとこ、cousin）は、4親等の傍系親族である。
伯叔父母の子（親の甥姪）、または伯叔父母の子の配偶者である。親同士が兄弟姉妹、祖父母が共通の先祖という関係にある。
漢字では従兄弟・従姉妹・従兄妹・従姉弟というように「従」を付け本人より年上の男性のいとこ（女性のいとこ、父母の姪の夫）を従兄、年上の女性のいとこ（男性のいとこ、父母の甥の妻）を従姉、年下の男性のいとこ（女性のいとこ、親の姪の夫）を従弟、年下の女性のいとこ（女性のいとこ、親の甥の妻）を従妹と表記する。
父方の従兄弟姉妹（父の甥・姪）は堂兄弟や堂姉妹というように「堂」を付け、母方の従兄弟姉妹（母の甥・姪）は表兄弟や表姉妹というように「表」を付けて書く。
まれではあるが、おじ嫁・おば婿の甥姪と結婚した場合、夫の従兄弟姉妹と妻の従兄弟姉妹が同一人物となる。

#### 平行いとこ・交差いとこ
互いの親が同性の兄弟姉妹であるいとこ同士を平行いとこ、異性の兄弟姉妹であるいとこ同士を交差いとこという。

#### 二重いとこ
互いの両方の親がそれぞれ兄弟姉妹であるいとこを二重いとこという。
清の皇帝である同治帝は、父・咸豊帝の弟・醇親王奕譞と母・西太后の妹との子である光緒帝と二重いとこの関係に当たる。

### 再従兄弟姉妹（はとこ）
再従兄弟姉妹（はとこ、またいとこ、ふたいとこ、second cousin）は、6親等の傍系親族である。
伯叔祖父母の孫（祖父母の大甥・大姪、従伯叔父母の子、親のいとこ甥・いとこ姪）、またはその配偶者である。親同士が従兄弟姉妹、祖父母同士が兄弟姉妹、曽祖父母が共通の先祖という関係にある。
漢字では再（又、二）従兄弟・再（又、二）従姉妹・再（又、二）従兄妹・再（又、二）従姉弟、本人より年上の男性のはとこ（女性のはとこの配偶者にあたる男性）を再（又、二）従兄、年上の女性のはとこ（男性のはとこの配偶者にあたる女性）を再（又、二）従姉、年下の男性のはとこ（女性のはとこの配偶者にあたる男性）を再（又、二）従弟、年下の女性のはとこ（男性のはとこの配偶者にあたる女性）を再（又、二）従妹と表記する。また父方のはとこは従堂兄弟や従堂姉妹というように「従堂」を付け、母方のはとこは従表兄弟や従表姉妹というように「従表」を付けて書く。

### 三従兄弟姉妹（みいとこ）以降
以下同様に三従兄弟姉妹（みいとこ）または其又従兄弟姉妹（そのまたいとこ）、四従兄弟姉妹（よいとこ）、五従兄弟姉妹（いついとこ）、六従兄弟姉妹（むいとこ）〜と続く。「N従兄弟姉妹」のNは、自分から数えて何代前の祖先が兄弟姉妹となるかを表す。親等はいとこの前に付く数を2倍して2を加える。

## 傍系卑属

### 子と同世代

#### 甥・姪
甥・姪（おい・めい、nephew / niece）は、3親等の傍系親族である。
兄弟姉妹の子（自分の子のいとこ）、またはその配偶者（自分の小舅・小姑の子）である。「甥っ子」や「姪っ子」とも称することがある。
甥・姪の配偶者、兄弟姉妹の養子や配偶者の子、親の養子の子、養父母や親の再婚相手の孫は、本人とは義理の関係にあたる。

#### 従甥・従姪（いとこ甥・いとこ姪）等
従兄弟姉妹の子・再従兄弟姉妹の子・三従兄弟姉妹の子・四従兄弟姉妹の子・〜は同様に、
- 従甥・従姪（いとこ甥・いとこ姪、じゅうせい・じゅうてつ）
- 再従甥・再従姪（はとこ甥・はとこ姪）
- 三従甥・三従姪（みいとこ甥・みいとこ姪）
- 四従甥・四従姪（よいとこ甥・よいとこ姪）

〜
と呼ぶ。

### 孫と同世代

#### 大甥・大姪
大甥・大姪（おおおい・おおめい、grandnephew / grandniece）は、4親等の傍系親族である。
甥姪の子（兄弟姉妹の孫、孫の再従兄弟姉妹）、またはその配偶者（甥姪の婿・嫁）である。
又甥・又姪（またおい・まためい）、姪孫（てっそん）ともいう。

#### 従姪孫（いとこ大甥・いとこ大姪） 等
従兄弟姉妹の孫・再従兄弟姉妹の孫・三従兄弟姉妹の孫・四従兄弟姉妹の孫・〜は同様に、
- 従姪孫（いとこ大甥・いとこ大姪、じゅうてっそん、cousin's grandson / cousin's granddaughter）
- 再従姪孫（はとこ大甥・はとこ大姪）
- 三従姪孫（みいとこ大甥・みいとこ大姪）
- 四従姪孫（よいとこ大甥・よいとこ大姪）

〜
と呼ぶ。

### 曽孫以下と同世代
曽孫と同世代の傍系卑属は、曽姪孫（そうてっそん）・従曽姪孫（じゅうそうてっそん）・再従曽姪孫（さいじゅうそうてっそん）・三従曽姪孫（さんじゅうそうてっそん）・四従曽姪孫（よんじゅうそうてっそん）・〜と呼ぶ。
玄孫・来孫・昆孫・仍孫・雲孫と同世代の傍系卑属も同様である。

## 詳しい系図
```
　　　　　　　　　　　　　　　　　　　　　　　　　　　　　　　　　　　　　　　　　　　　　　　　　　　：
　　　　　　　　　　　　　　　　　　　　　　　　　　　　　　　　　　　　　　　　　　　　　　　　　　　┃
　　　　　　　　　　　　　　　　　　　　　　　　　　　　　　　　　　　　　　　　　　　　　　　 高祖父母の祖父母
　　　　　　　　　　　　　　　　　　　　　　　　　　　　　　　　　　　　　　　　　　　　　　　　　　　┃
　　　　　　　　　　　　　　　　　　　　　　　　　　　　　　　　　　　　　　　　　　　　　　　　　‥━┫
　　　　　　　　　　　　　　　　　　　　　　　　　　　　　　　　　　　　　　　　　　　　　　　　　　　┃
　　　　　　　　　　　　　　　　　　　　　　　　　　　　　　　　　　　　　　　　　　　　　　　　高祖父母の父母
　　　　　　　　　　　　　　　　　　　　　　　　　　　　　　　　　　　　　　　　　　　　　　　　　　　┃
　　　　　┏━━━━━━━━━━━━━━━━━━━━━━━━━━━━━━━━━━━━━━━━━━━━━┫
　　　　　┃　　　　　　　　　　　　　　　　　　　　　　　　　　　　　　　　　　　　　　　　　　　　　┃
　　 高祖伯叔父母 　　　　　　　　　　　　　　　　　　　　　　　　　　　　　　　　　　　　　　　　 高祖父母
　　　　　┃　　　　　　　　　　　　　　　　　　　　　　　　　　　　　　　　　　　　　　　　　　　　　┃
　　　　　　　　　　　　┏━━━━━━━━━━━━━━━━━━━━━━━━━━━━━━━━━━━━━━┫　　　　　　　　　：
　　　　　　　　　　　　┃　　　　　　　　　　　　　　　　　　　　　　　　　　　　　　　　　　　　　　┃　　　　　　　　　┃
　　　　　　　　　 曽祖伯叔父母 　　　　　　　　　　　　　　　　　　　　　　　　　　　　　　　　　 曽祖父母 　　　　　 曽祖父母
　　　　　　　　　　　　┃　　　　　　　　　　　　　　　　　　　　　　　　　　　　　　　　　　　　　　┃　　　　　　　　　┃
　　　　　　　　　　　　┃　　　　　　　　　　　┏━━━━━━━━━━━━━━━━━━━━━━━━━━┫　　　　　　　　　┣━‥
　　　　　　　　　　　　┃　　　　　　　　　　　┃　　　　　　　　　　　　　　　　　　　　　　　　　　┃　　　　　　　　　┃
　　　　　　いとこ大おじ・いとこ大おば　　大おじ・大おば　　　　　　　　　　　　　　　　　　　　　　祖父母　　　　　　　祖父母
　　　　　　　　　　　　┃　　　　　　　　　　　┃　　　　　　　　　　　　　　　　　　　　　　　　　　┃　　　　　　　　　┃
　　　　　　　　　　　　：　　　　　　　　　　　┃　　　　　　　　　┏━━━━━━━━━━━━━━━━┫　　　　　　　　　┣━━━━━━━━━━━━┓
　　　　　　　　　　　　　　　　　　　　　　　　┃　　　　　　　　　┃　　　　　　　　　　　　　　　　┃　　　　　　　　　┃　　　　　　　　　　　　┃
　　　　　　　　　　　　　　　　　　　いとこおじ・いとこおば　　おじ・おば　　　　　　　　　　　　　 父母 　　　　　　　 父母 　　　　　　　　　おじ・おば
　　　　　　　　　　　　　　　　　　　　　　　　┃　　　　　　　　　┃　　　　　　　　　　　　　　　　┃　　　　　　　　　┃　　　　　　　　　　　　┃
　　　　　　　　　　　　　　　　　　　　　　　　┃　　　　　　　　　┃　　　　　　　　　┏━━━━━━┫　　　　　　　　　┣━━━━━━┓　　　　　：
　　　　　　　　　　　　　　　　　　　　　　　　┃　　　　　　　　　┃　　　　　　　　　┃　　　　　　┃　　　　　　　　　┃　　　　　　┃
　　　　　　　　　　　　　　　　　　　　　　　はとこ　　　　　　　いとこ　　　　　　 兄弟姉妹 　　　 本人 ━━━┳━━━配偶者　　　 兄弟姉妹
　　　　　　　　　　　　　　　　　　　　　　　　┃　　　　　　　　　┃　　　　　　　　　┃　　　　　　　　　　　┃　　　　　　　　　　　┃
　　　　　　　　　　　　　　　　　　　　　　　　：　　　　　　　　　┃　　　　　　　　　┃　　　　　　　　　　　┃　　　　　　　　　　　┃
　　　　　　　　　　　　　　　　　　　　　　　　　　　　　　　　　　┃　　　　　　　　　┃　　　　　　　　　　　┃　　　　　　　　　　　┃
　　　　　　　　　　　　　　　　　　　　　　　　　　　　　　いとこ甥・いとこ姪　　　　甥・姪　　　　　　　　　　子　　　　　　　　　　甥・姪
　　　　　　　　　　　　　　　　　　　　　　　　　　　　　　　　　　┃　　　　　　　　　┃　　　　　　　　　　　┃　　　　　　　　　　　┃
　　　　　　　　　　　　　　　　　　　　　　　　　　　　　　　　　　┃　　　　　　　　　┃　　　　　　　　　　　┃　　　　　　　　　　　：
　　　　　　　　　　　　　　　　　　　　　　　　　　　　　　　　　　┃　　　　　　　　　┃　　　　　　　　　　　┃
　　　　　　　　　　　　　　　　　　　　　　　　　　　　　いとこ大甥・いとこ大姪　　大甥・大姪　　　　　　　　　孫
　　　　　　　　　　　　　　　　　　　　　　　　　　　　　　　　　　┃　　　　　　　　　┃　　　　　　　　　　　┃
　　　　　　　　　　　　　　　　　　　　　　　　　　　　　　　　　　：　　　　　　　　　┃　　　　　　　　　　　┃
　　　　　　　　　　　　　　　　　　　　　　　　　　　　　　　　　　　　　　　　　　　　┃　　　　　　　　　　　┃
　　　　　　　　　　　　　　　　　　　　　　　　　　　　　　　　　　　　　　　　　　　曽姪孫　　　　　　　　　 曽孫
　　　　　　　　　　　　　　　　　　　　　　　　　　　　　　　　　　　　　　　　　　　　┃　　　　　　　　　　　┃
　　　　　　　　　　　　　　　　　　　　　　　　　　　　　　　　　　　　　　　　　　　　┃　　　　　　　　　　　┃
　　　　　　　　　　　　　　　　　　　　　　　　　　　　　　　　　　　　　　　　　　　　┃　　　　　　　　　　　┃
　　　　　　　　　　　　　　　　　　　　　　　　　　　　　　　　　　　　　　　　　　　玄姪孫　　　　　　　　　 玄孫
　　　　　　　　　　　　　　　　　　　　　　　　　　　　　　　　　　　　　　　　　　　　┃　　　　　　　　　　　┃
　　　　　　　　　　　　　　　　　　　　　　　　　　　　　　　　　　　　　　　　　　　　：　　　　　　　　　　　┃
　　　　　　　　　　　　　　　　　　　　　　　　　　　　　　　　　　　　　　　　　　　　　　　　　　　　　　　　┃
　　　　　　　　　　　　　　　　　　　　　　　　　　　　　　　　　　　　　　　　　　　　　　　　　　　　　　　 来孫
　　　　　　　　　　　　　　　　　　　　　　　　　　　　　　　　　　　　　　　　　　　　　　　　　　　　　　　　┃
　　　　　　　　　　　　　　　　　　　　　　　　　　　　　　　　　　　　　　　　　　　　　　　　　　　　　　　　┃
　　　　　　　　　　　　　　　　　　　　　　　　　　　　　　　　　　　　　　　　　　　　　　　　　　　　　　　　┃
　　　　　　　　　　　　　　　　　　　　　　　　　　　　　　　　　　　　　　　　　　　　　　　　　　　　　　　 昆孫
　　　　　　　　　　　　　　　　　　　　　　　　　　　　　　　　　　　　　　　　　　　　　　　　　　　　　　　　┃
　　　　　　　　　　　　　　　　　　　　　　　　　　　　　　　　　　　　　　　　　　　　　　　　　　　　　　　　：

```